# میکائیل‌آباد
میکائیل‌آباد (یا اخیرا شهرک امیرکبیر) یک روستا در استان اردبیل ایران است که در دهستان سنجبد جنوبی واقع شده‌است. میکائیل‌آباد ۷۰ نفر جمعیت دارد.